# East River

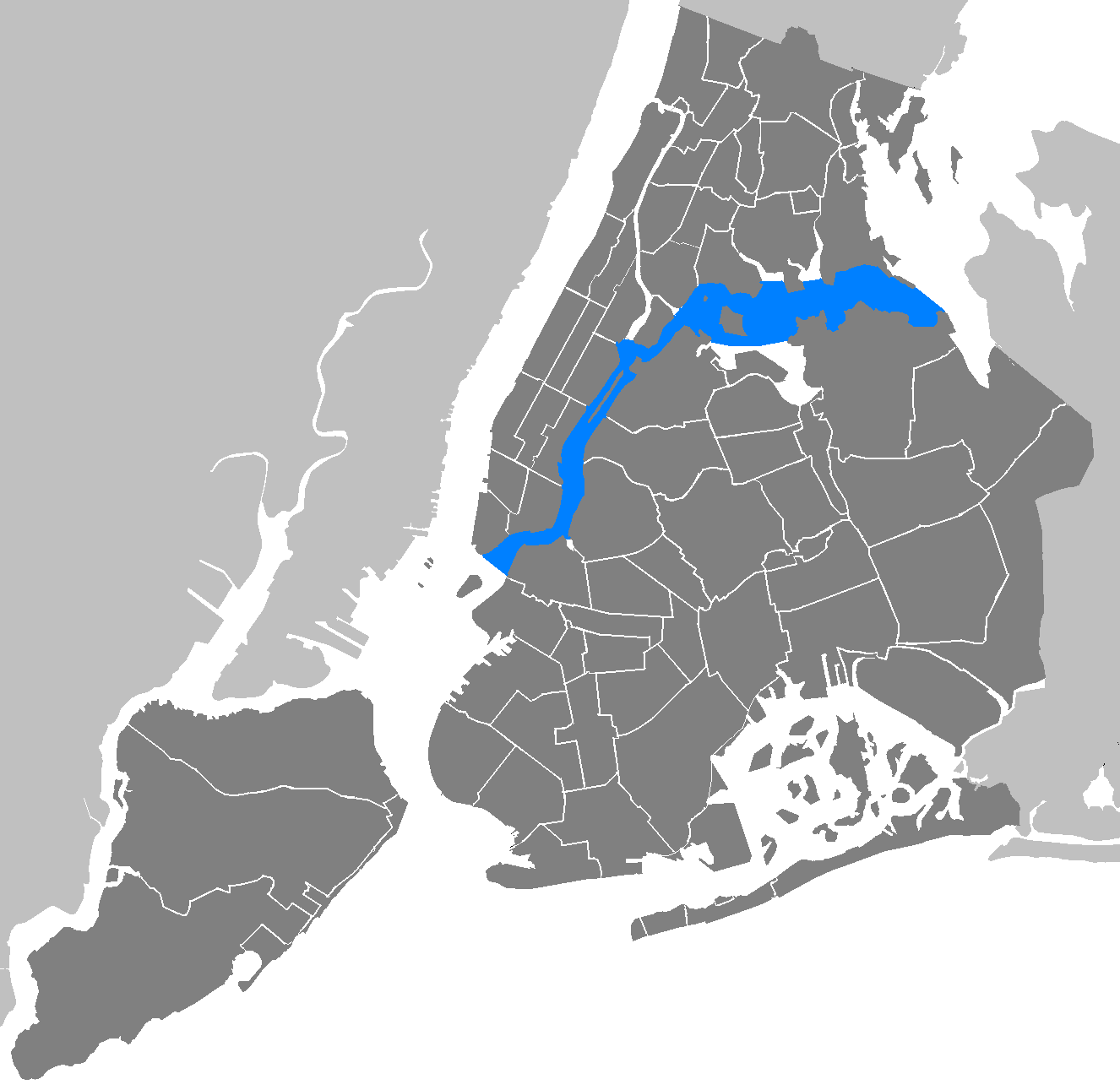
Locatie East River

De East River is zowel een zeestraat als een trechtervormige monding met getij in New York; aan de zuidkant ligt de straat aan de Upper New York Bay en de noordkant aan de Long Island Sound. De straat scheidt zowel Long Island als de stadswijken Queens en Brooklyn van het eiland van Manhattan en the Bronx.
In verband met zijn verbinding met de Long Island Sound, wordt de East River ook wel de Sound River genoemd.
Vroeger was het laagste gedeelte van de rivier (dat Manhattan van Brooklyn scheidt) een van de drukste en belangrijkste kanalen in de wereld, vooral tijdens de eerste drie eeuwen van New York. In 1883 werd de Brooklyn Bridge geopend en was daarmee de eerste brug die de East River overspande, de brug verving daarbij de meeste veerverbindingen.
In totaal lopen er 13 tunnels onder de East River door. Twee daarvan, de Brooklyn-Battery Tunnel en Queens-Midtown Tunnel zijn met de auto toegankelijk. Eén tunnel is voor de intercity en stoptreinen, de overige tien zijn voor de metro van New York.
Roosevelt Island is een langgerekt riviereiland dat ongeveer halfweg de zeestraat de East River over een afstand van circa 3 kilometer opdeelt in een oostelijk en een westelijk kanaal.
Ten noorden van dit eiland volgt op de westelijke kust de monding van de Harlem River, ter hoogte van de Randalls and Wards Islands. De East River zelf maakt hier een eerste knik, de vernauwing wordt aangeduid als Hell Gate.
Nog verder noordwaarts maakt de zeearm een tweede knik naar het oosten, en volgt ter hoogte van Rikers Island en de aan de zeearm gelegen LaGuardia Airport aan de overzijde de monding van de Bronx River.

## Bruggen
De rivier wordt overbrugd door acht bruggen, van noord naar zuid:
- Throgs Neck Bridge
- Bronx-Whitestone Bridge
- Hell Gate Bridge
- Triborough Bridge
- Roosevelt Island Bridge (alleen het oost kanaal)
- Queensboro Bridge
- Williamsburg Bridge
- Manhattan Bridge
- Brooklyn Bridge

## Tunnels
Er zijn 13 tunnels onder de East River, van noord naar zuid::
- 63rd Street Tunnel (metro en trein)
- 60th Street Tunnel (metro)
- 53rd Street Tunnel (metro)
- Steinway Tunnel (metro)
- Queens-Midtown Tunnel (Interstate 495)
- East River Tunnels (Long Island Rail Road en Amtrak-treinen vanaf Penn Station richting het oosten en noorden)
- 14th Street Tunnel (metro)
- Rutgers Street Tunnel (metro)
- Cranberry Street Tunnel (metro)
- Clark Street Tunnel (metro)
- Montague Street Tunnel (metro)
- Joralemon Street Tunnel (metro)
- Brooklyn-Battery Tunnel (Interstate 478)